# Іннісфрі
Іннісфрі (англ. Innisfree) — село в Канаді, у провінції Альберта, у складі муніципального району Мінбурн № 27.

## Населення
За даними перепису 2016 року, село нараховувало 193 особи, показавши скорочення на 12,3%, порівняно з 2011-м роком. Середня густина населення становила 191,1 осіб/км².
З офіційних мов обидвома одночасно володіли 5 жителів, тільки англійською — 185. Усього 20 осіб вважали рідною мовою не одну з офіційних, з них 15 — українську.
Працездатне населення становило 80 осіб (45,7% усього населення), рівень безробіття — 18,8% (22,2% серед чоловіків та 0% серед жінок). 87,5% осіб були найманими працівниками, а 25% — самозайнятими.
Середній дохід на особу становив $12 013 (медіана $12 002), при цьому для чоловіків — $12 013, а для жінок $12 013 (медіани — $12 002 та $12 002 відповідно).
35,3% мешканців мали закінчену шкільну освіту, не мали закінченої шкільної освіти — 32,4%, 35,3% мали післяшкільну освіту, з яких 33,3% мали диплом бакалавра, або вищий, 10 осіб мали вчений ступінь.
| Статево-вікова структура населення | Статево-вікова структура населення | Статево-вікова структура населення | Статево-вікова структура населення | Статево-вікова структура населення |
| ---------------------------------- | ---------------------------------- | ---------------------------------- | ---------------------------------- | ---------------------------------- |
|                                    |                                    |                                    |                                    |                                    |
| Всього                             | Всього                             | 46,2%53,8%                         |                                    |                                    |
| 0 — 14 років                       | 0 — 14 років                       |                                    | 7,7%                               | 7,7%                               |
| 15 — 64 років                      | 15 — 64 років                      |                                    | 53,8%                              | 53,8%                              |
| 65 і більше                        | 65 і більше                        |                                    | 38,5%                              | 38,5%                              |
| 85 і більше                        | 85 і більше                        |                                    | 2,6%                               | 2,6%                               |
| Середній вік (років)               | Середній вік (років)               | 49,657,0                           | 53,6                               | 53,6                               |
| Медіана (років)                    | Медіана (років)                    | 54,262,2                           | 57,2                               | 57,2                               |
| — чоловіки — жінки                 |                                    |                                    |                                    |                                    |

| Походження мешканців:     | Походження мешканців:     | Походження мешканців: | Походження мешканців: | Походження мешканців: |
| ------------------------- | ------------------------- | --------------------- | --------------------- | --------------------- |
| Походження                |                           |                       | осіб                  | %                     |
| Корінні американці        | Корінні американці        |                       | 15                    | 8.33%                 |
| Інше північноамериканське | Інше північноамериканське |                       | 45                    | 25%                   |
| Європейське               | Європейське               |                       | 150                   | 83.33%                |
| британське                | британське                |                       | 85                    | 47.22%                |
| французьке                | французьке                |                       | 15                    | 8.33%                 |
| українське                | українське                |                       | 50                    | 27.78%                |
| Азійське                  | Азійське                  |                       | 10                    | 5.56%                 |

| Зайнятість населення за галузями (за класифікацією NOC): | Зайнятість населення за галузями (за класифікацією NOC): | Зайнятість населення за галузями (за класифікацією NOC): | Зайнятість населення за галузями (за класифікацією NOC): | Зайнятість населення за галузями (за класифікацією NOC): |
| -------------------------------------------------------- | -------------------------------------------------------- | -------------------------------------------------------- | -------------------------------------------------------- | -------------------------------------------------------- |
|                                                          |                                                          |                                                          |                                                          |                                                          |
| Управління                                               | Управління                                               |                                                          | 16,7%                                                    | 16,7%                                                    |
| Бізнес, фінанси та адміністрування                       | Бізнес, фінанси та адміністрування                       |                                                          | 11,1%                                                    | 11,1%                                                    |
| Природничі та прикладні науки                            | Природничі та прикладні науки                            |                                                          | 11,1%                                                    | 11,1%                                                    |
| Освіта, правозахист, муніципальні та урядові служби      | Освіта, правозахист, муніципальні та урядові служби      |                                                          | 11,1%                                                    | 11,1%                                                    |
| Роздрібна торгівля та послуги                            | Роздрібна торгівля та послуги                            |                                                          | 33,3%                                                    | 33,3%                                                    |
| Природні ресурси, сільське господарство                  | Природні ресурси, сільське господарство                  |                                                          | 11,1%                                                    | 11,1%                                                    |

## Клімат
Середня річна температура становить 1,8°C, середня максимальна – 21,2°C, а середня мінімальна – -22°C. Середня річна кількість опадів – 412 мм.
| Клімат поселення                              | Клімат поселення | Клімат поселення | Клімат поселення | Клімат поселення | Клімат поселення | Клімат поселення | Клімат поселення | Клімат поселення | Клімат поселення | Клімат поселення | Клімат поселення | Клімат поселення | Клімат поселення |
| Показник                                      | Січ.             | Лют.             | Бер.             | Квіт.            | Трав.            | Черв.            | Лип.             | Серп.            | Вер.             | Жовт.            | Лист.            | Груд.            |                  |
| Середній максимум, °C                         | −9,19            | −6,11            | 0,43             | 10,05            | 16,72            | 20,86            | 21,16            | 20,42            | 15,02            | 9,07             | −1,39            | −8,7             |                  |
| Середня температура, °C                       | −15,57           | −12,49           | −5,95            | 3,66             | 10,35            | 14,47            | 16,33            | 15,60            | 10,18            | 4,25             | −6,22            | −13,54           |                  |
| Середній мінімум, °C                          | −21,96           | −18,88           | −12,32           | −2,72            | 3,96             | 8,08             | 11,50            | 10,76            | 5,36             | −0,58            | −11,05           | −18,37           |                  |
| Норма опадів, мм                              | 19               | 12               | 18               | 23               | 42               | 74               | 76               | 59               | 38               | 16               | 17               | 18               |                  |
| Середньомісячна швидкість вітру, м/с          | 3.60             | 3.60             | 3.70             | 4.00             | 4.00             | 3.62             | 3.38             | 3.20             | 3.50             | 3.70             | 3.80             | 3.70             |                  |
| Середньомісячна сонячна радіація, кДж/м²·день | 3576             | 7260             | 12451            | 17388            | 20847            | 22083            | 22409            | 18683            | 12699            | 7583             | 3802             | 2615             |                  |
| --------------------------------------------- | ---------------- | ---------------- | ---------------- | ---------------- | ---------------- | ---------------- | ---------------- | ---------------- | ---------------- | ---------------- | ---------------- | ---------------- | ---------------- |
| Джерело:                                      |                  |                  |                  |                  |                  |                  |                  |                  |                  |                  |                  |                  |                  |